# Heksyl
Heksyl, dipikryloamina (HNDP) – kruszący materiał wybuchowy. Stosowany głównie w mieszaninie z trotylem, azotanem amonu i glinem do napełniania torped, min morskich, bomb lotniczych itp.
Mieszanina 40% heksylu i 60% trotylu nosi nazwę heksanit. Inne mieszaniny z użyciem heksylu, określane Schießwolle 18, 36 i 39 były używane do napełniania niemieckich głowic torpedowych w czasie obu wojen światowych. 
Sole amonowe bądź sodowe heksanitrodifenyloaminy były nazywane Aurantia, czyli żółcień cesarska. Związki te były wykorzystywane do barwienia wełny, jedwabiu oraz skóry na kolor pomarańczowy.

## Otrzymywanie
Heksyl można otrzymać poprzez nitrowanie difenyloaminy:
 {\displaystyle {\xrightarrow[{H_{2}SO_{4}}]{HNO_{3}}}} 
lub w reakcji kwasu pikrynowego z amoniakiem:
2 + NH3 {\displaystyle \longrightarrow }  + 2 H2O